# 55755 Blythe
55755 Blythe este un asteroid din centura principală de asteroizi.

## Descriere
55755 Blythe este un asteroid din centura principală de asteroizi. A fost descoperit pe 6 octombrie 1991 la Observatorul Palomar de Andrew Lowe. Asteroidul prezintă o orbită caracterizată de o semiaxă mare de 2,35 ua, o excentricitate de 0,16 și o înclinație de 3,7° în raport cu ecliptica.